# پل نگین
پل نگین،نام روستایی از توابع بخش چلو شهرستان اندیکا در استان خوزستان ایران است.این پل بیش از 5000 سال قدمت دارد.	

## جمعیت
این روستا در دهستان للر و کتک قرار دارد و براساس سرشماری مرکز آمار ایران در سال ۱۳۸۵، جمعیت آن ۱۸۶ نفر (۳۲خانوار) بوده‌است.